# Municipio de Viru-Nigula
El municipio de Viru-Nigula (estonio: Viru-Nigula vald) es un municipio estonio perteneciente al condado de Lääne-Viru.

## Localidades (población año 2011)
- Aasukalda 23
- Aseri 1,439
- Aseriaru 27
- Iila 11
- Kabeli 24
- Kaliküla 20
- Kalvi 33
- Kanguristi 40
- Kestla 31
- Kiviküla 7
- Koila 41
- Koogu 38
- Kõrkküla 36
- Kõrtsialuse 39
- Kunda 3,422
- Kurna 15
- Kutsala 28
- Kuura 7
- Letipea 17
- Linnuse 34
- Mahu 25
- Malla 84
- Marinu 5
- Metsavälja 18
- Nugeri 14
- Ojaküla 70
- Oru 18
- Paasküla 14
- Pada 38
- Pada-Aruküla 15
- Pärna 5
- Pikaristi 20
- Rannu 146
- Samma 35
- Selja 45
- Siberi 22
- Simunamäe 19
- Toomika 5
- Tüükri 40
- Unukse 29
- Varudi 18
- Vasta 36
- Viru-Nigula 319
- Võrkla 30[1]